# Dylan Howe
Dylan Lee Howe (Hampstead, 4 agosto 1969) è un batterista e compositore britannico, figlio del famoso chitarrista Steve Howe.

## Biografia
Nato e cresciuto a Hampstead, Dylan è il primo figlio di Steve Howe, storico chitarrista del gruppo progressive rock Yes, e fratello maggiore del batterista/disc jockey Virgil Howe. Il padre gli dedicò la canzone The Clap, composta poco dopo la sua nascita e pubblicata nell'album degli Yes The Yes Album.
Dylan cominciò a suonare la batteria a 10 anni, durante il periodo in cui si trovava a Montreux con la famiglia per le registrazioni dell'album degli Yes Going for the One.
Durante l'adolescenza militò in numerose band londinesi, con le quali eseguiva principalmente cover di The Clash, David Bowie, Bauhaus e U2. Dal 1989 suonò in molti jazz club famosi; le jam session che tenne in quel periodo gli consentirono in entrare a far parte del gruppo del flautista Philip Bent. Nel 1997 divenne membro dei The Blockheads, la band di Ian Dury, nella quale militò anche dopo la morte del cantante (2000); con loro registrò l'album Ten More Turnips from the Tip, pubblicato nel 2002, prima di lasciare il complesso l'anno successivo. Nel 2003 fondò la sua prima band, Dylan Howe Quintet, con i quali pubblicò quattro album prima di sciogliere il progetto nel 2007. Sempre nel 2007 diede vita, insieme al padre Steve Howe e al tastierista Ross Stanley, al Steve Howe Trio, con i quali propone brani tratti dal repertorio degli Yes e dello Steve solista, oltre che da quelli di altri artisti noti. Lo stesso anno fondò i The Subterreanans, con i quali propone principalmente cover di David Bowie tratte dai suoi album Low e "Heroes". Recentemente è anche diventato membro della Wilko Johnson Band, sostituendo Steve Monti.
Dylan è inoltre un richiesto sessionman, comparendo in oltre 60 album, anche di artisti noti quali Paul McCartney, Ray Davies, Tom Jones, Gabrielle e Steve Howe. Particolarmente numerose sono le sue collaborazioni negli album del padre, comparendo in buona parte della sua discografia solista; in un album live (Remedy Live) e in un DVD (Steve Howe's Remedy Live), entrambi del 2005, compare insieme al padre e al fratello Virgil. Ha inoltre contribuito alle colonne sonore di molti film, tra cui Il diario di Bridget Jones, Che pasticcio, Bridget Jones!, Mi chiamo Sam e Confetti.

## Vita privata
Dal novembre 2006 è sposato con Zoe Street.

## Discografia

### The Blockheads
- Ten More Turnips from the Tip (2002)

### Dylan Howe Quintet
- The Way I Hear It (2003)
- This Is It (2004)
- Translation - Recorded Live In Soho - Volume 1 (2006)
- Translation - Volume 2 - Standards (2007)

### Steve Howe Trio

#### Album studio
- The Haunted Melody (2008)

#### Live
- Travelling (2010)

### Altre apparizioni
- Steve Howe – The Grand Scheme of Things (1993)
- Steve Howe – Quantum Guitar (1998)
- Steve Howe – Portraits of Bob Dylan (1999)
- Steve Howe – Natural Timbre (2001)
- Steve Howe – Elements (2003)
- Steve Howe – Spectrum (2005)
- Steve Howe – Remedy Live (2005)
- Steve Howe – Steve Howe's Remedy Live (2005)